# Výkřik do tmy
Výkřik do tmy je název knihy, jejímž autorem je Američan Michael Jan Friedman a náleží literatuře žánru science-fiction z fiktivního světa Star Trek. Svými postavami i dějem náleží k televiznímu seriálu Star Trek: Nová generace. Originál knihy, z něhož byl pořízen český překlad, má anglický název Star Trek The Next Generation A Call to Darkness a pochází z roku 1989.

## Obsah
Místem děje je kosmická loď Enterprise cestující vesmírem ve 24. století. Na její palubě žije tisíc lidí. Kapitánem lodi je Jean-Luc Picard, pomáhají mu na velitelském můstku první důstojník William Riker, android Dat, lodní poradkyně Deanna Troi, slepý poručík šéfinženýr Georgi La Forge, šéf bezpečnosti Worf z Klingonu.
V tomto příběhu má Enterprise najít ztracenou loď Gregor Mendel v oblasti ovládané válečnickou civilizací Klah'kimmbriů. Mendela nachází bez posádky na oběžné dráze planety A'klah, lodě útočné civilizace zmizely. Planetu obklopuje silové pole. Picard s několika členy své posádky provádí průzkum na Menedlu, ovšem podobně jako jeho původní posádka náhle zmizí. Záchranné operace se ujímá Riker, ovšem komplikuje mu jí neznámá epidemie posádky na lodi. Musí se rozhodnout, zda hledat pátrací tým v čele s Picardem a riskovat úmrtí posádky, nebo odletět kvůli nemoci na nejbližší (avšak vzdálenou) hvězdnou stanici.
Příběh popisuje, co se vlastně na planetě děje. Všichni unesení a to nejen z Enterprise byli zbaveni paměti a umístěni na různá místa, kde se stávají členy menších bojových jednotek. Jsou tedy nuceni bojovat v nepříznivých podmínkách středověkými zbraněmi a je nad nimi prováděn dozor dozorci na létajících skútrech, kteří neváhají zajatce za chyby zabíjet. Když už hrozí, že dojde k vzájemným úmrtím nevědomého týmu z Enterprise (navzájem se ani nepoznávají), zasáhne Dat a postupně všechny ze zajetí osvobodí. Pak se podaří vrátit paměť i dalším stovkám zajatců, zarazit epidemii na palubě. Pod tlakem zajatců a Enterprise vedení planety kapitulovalo a došlo k jeho výměně. Enterprise odlétá.

## České vydání knihy
Do češtiny knihu přeložil Zdeněk Trmota a v roce 2003 ji vydalo nakladatelství Laser-books z Plzně . Je to drobná brožura s tmavou obálkou, na titulní straně mimo titulek označená číslicí 9 (devátá v řadě) a doplněná portréty Worfa a Data.